# KSZO Ostrowiec Świętokrzyski
Maillots
Le KSZO Ostrowiec Świętokrzyski est un club de football polonais fondé en 1929 et basé à Ostrowiec Świętokrzyski. Il évolue actuellement en cinquième division.

## Histoire
Le KSZO Ostrowiec Świętokrzyski est le 11 août 1929.
Promu pour la première fois de son histoire en première division en 2001, le KSZO évite de peu la relégation et s'en sort lors des barrages, remportés face au Górnik Łęczna. Après cette première saison, le KSZO Ostrowiec Świętokrzyski échoue dans sa course au maintien l'année suivante, distancé très largement par ses concurrents (vingt points de retard sur le premier non relégable).
Redescendu en II liga, le KSZO n'arrive pas à remonter et chute même d'un rang en 2007. Après deux ans passés en troisième division, le club remonte en 2009 et prend part à la toute nouvelle Unibet I liga. Mais après une saison correcte, le club rechute et connaît de graves problèmes financiers. Il est même contraint de disparaître un court moment, puis de se reformer sous le nouveau nom de KSZO 1929 Ostrowiec Świętokrzyski et de redémarrer en ligue régionale.

## Quelques joueurs
- Mariusz Jop
- Kamil Kosowski
- Dariusz Pietrasiak